# Regatta
En regatta är en enstaka eller en serie båttävlingar eller kappseglingar. Regattor för såväl motordrivna som icke motordrivna båtar förekommer, dock är segel- eller roddbåtsregattor vanligast. Termen används även för de festligheter som sker före, under, och långt efter själva tävlingens lopp. 